# Crepis willdenowii
Crepis willdenowii là một loài thực vật có hoa trong họ Cúc. Loài này được Czerep. mô tả khoa học đầu tiên năm 1964.